# Morten Meldal
Morten Meldal (n. 16 ianuarie 1954, Copenhaga, Danemarca) este un chimist danez, profesor la Universitatea din Copenhaga. Este cunoscut pentru dezvoltarea reacției CuAAC-click, în paralel cu Valery V. Fokin și Karl Barry Sharpless. În 2022, a fost distins cu Premiul Nobel pentru Chimie împreună cu Carolyn R. Bertozzi și Karl Barry Sharpless, „pentru pentru dezvoltarea chimiei click și a chimiei bioortogonale”.